# Хвилястий мур

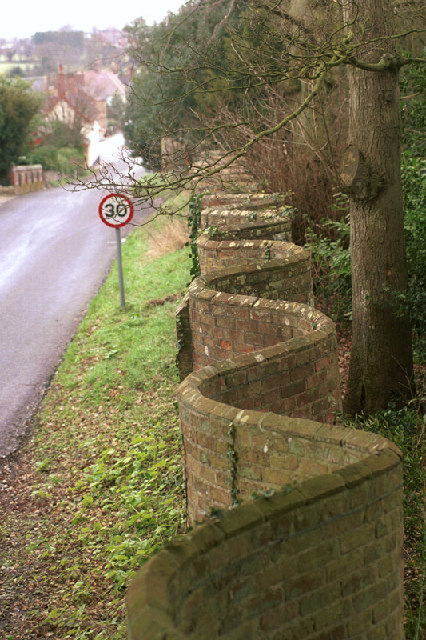
Хвилястий мур у Бремфілд (Саффолк).
Довжина стіни — 150 м, висота — 2 м.

Хвиля́стий мур (англ. crinkle crankle, serpentine, wavy wall) — мур хвилястої форми в плані, зроблений із цегли або інших кам'яних чи глиняних блоків. У теперішній час, зазвичай, є архітектурним або ландшафтним елементом. Найдавніші пам'ятки таких мурів знайдено в Єгипті, а більш сучасні можна побачити в графстві Саффолк (Англія).
Хвиляста форма стінки значно збільшує її жорсткість і стійкість проти перекидання в порівнянні з прямою стіною такої ж товщини. 
Це дозволяє відмовитися від спорудження стовпів жорсткості. Водночас зводити такі мури значно складніше.

## Історія
Найдавніші мури синусоїдальної форми, споруджені в період царствування фараона Аменхотепа ІІІ (близько 1405—1367 до н. е.), були знайдені при розкопках міста Атон стародавнього Єгипту.
Недавні археологічні розкопки виявили фрагменти хвилястих мурів заввишки до 2,7 метра, виконані з блоків глини.
Інші викопні древні приклади — місто Тель Ель-Ретаба в долині Нілу
та Фіви (Єгипет).
Хвилясті мури поширені у Східній Англії. Багато з них були зведені в XVII столітті, коли голландські інженери здійснювали осушення Фенських боліт у цій місцевості. Вважають, що саме вони почали впроваджувати такі мури, називаючи їх «зміїними» (нід. slangenmuur). Головною причиною спорудження таких стін були геологічні умови місцевості, де виконувалося дренування. Ґрунт був перезволожений, нестійкий, непридатний для закладання глибоких фундаментів. Будь-який прямий мур швидко би похилився й зруйнувався. Хвиляста ж форма надавала муру більшої стійкості на слабких ґрунтах і при вітровому навантаженні.
Інше призначення хвилястих мурів подано в книзі English Brickwork істориків архітектури професора Ronald Brunskill (1929—2015) та Alec Clifton-Taylor (1907—1985):
|  | Хвилястий по всій довжині мур (або садовий серпантин), відомий також як англ. crinkle-crankle, був особливо популярний у Саффолку в пізню георгіанську епоху для культивації делікатних фруктів, таких як персики й нектарини. Оригінальний текст (англ.) The continuously curving or serpentine garden wall, sometimes known as a crinkle-crankle, was especially popular in Suffolk in the later Georgian period for the cultivation of slightly tender fruits such as peaches and nectarines. |

І далі в термінологічному словнику цієї ж книги:
|  | Хвилястий мур: садова стіна, зазвичай товщиною пів-цегли, яка проте має додаткову стійкість завдяки змієподібній формі в плані. Подібні стіни можна найчастіше знайти у Східній Англії, де вони створюють частковий захист від вітрів для делікатних фруктів... . Оригінальний текст (англ.) Crinkle-crankle wall: a garden wall which was usually only half a brick in thickness but which gained stability from serpentine curves on plan. Such walls are found mainly in East Anglia where they helped provide some protection against the winds for the more delicate fruits ... . |

Графство Саффолк має понад 100 таких зразків, удвічі більше, ніж у всіх інших регіонах Англії
.
Найчастіше ці мури були орієнтовані в напрямку захід-схід, щоб сонце нагрівало південний бік, уздовж якого й висаджували фруктові дерева чи квіти.
Ще одного поштовху до поширення таких видів мурів надала система оподаткування в Англії. Напочатку виробники сплачували податок у розмірі 2,5 шилінга за тисячу цеглин. 1784 року для покриття витрат на ведення війни в Америці англійський уряд окремим законом підвищив податок на цеглу (англ. Bricks Tax). «Цегляний» закон почав діяти лише через 10 років і в 1794 році податок зріс до 4 шилінгів, а ще через три роки — до 5 шилінгів і 10 пенні. Виробники спочатку пробували удвічі збільшити розмір цегли, але уряд відразу встановив стандарт на розмір цеглин (10х5х3 дюйми) і наклав подвійний податок на цеглу більших розмірів. Оскільки великими цеглинами вже не можна було обманути податківців, для хвилястих мурів настав період популярності, оскільки вони потребували на 30-40 % менше цеглин. Більшість збережених стін залишилися саме з того періоду часу. У теперішні часи, коли ціна робочої сили значно переважає вартість матеріалів, хвилясті мури споруджують з огляду не на економію, а на естетику. Один з таких прикладів — стіна заввишки 5 м навколо в'язниці HM Holloway Prison у Лондоні.

## Збережені приклади

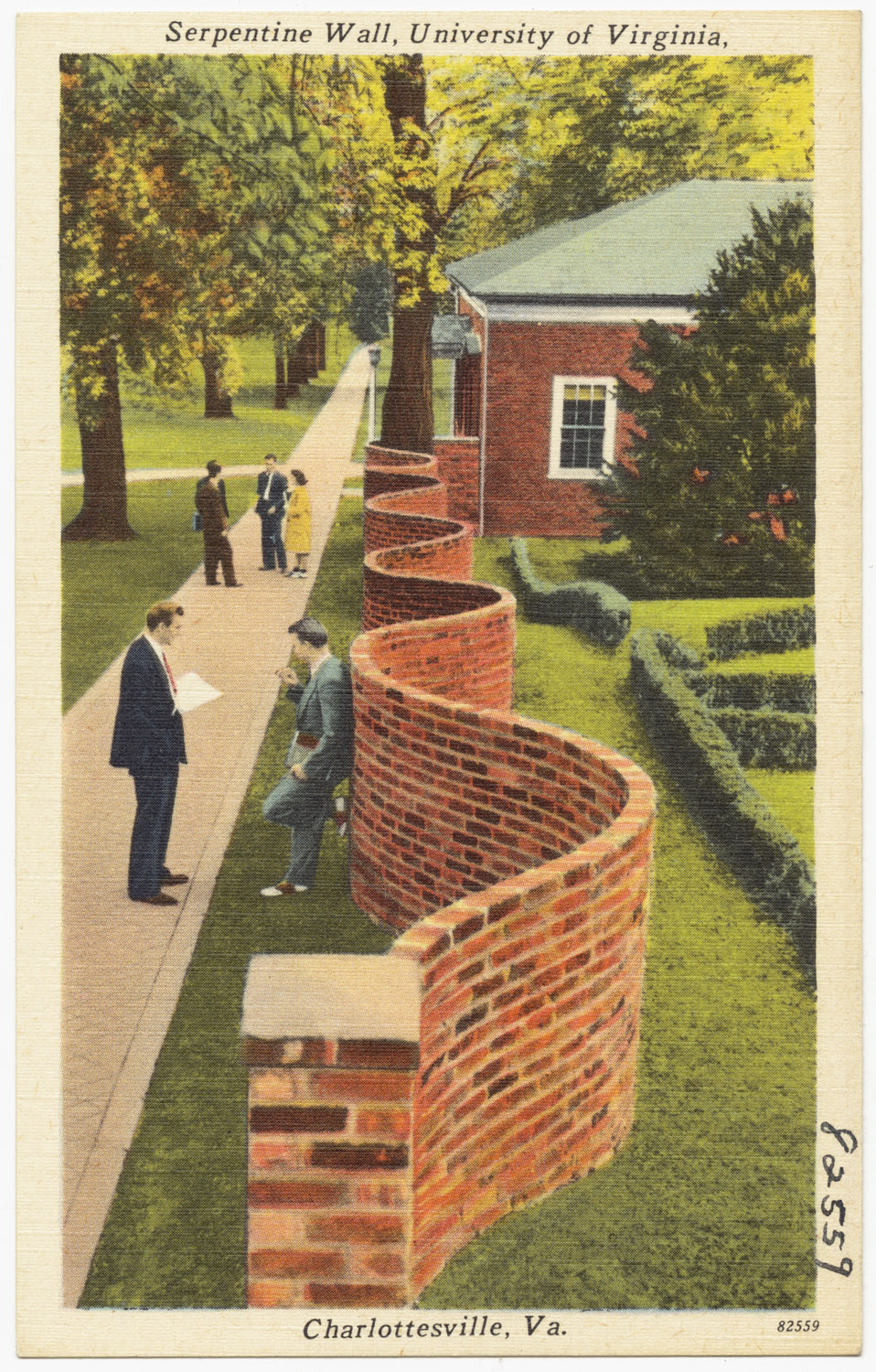
Хвиляста стіна в університеті Вірджинії

Мур, зведений 1830 року, який поєднує колишній будинок мера з Церквою Усіх Святих у містечку Істон (Саффолк), вважається найдовшим з усіх збережених в Англії хвилястих мурів (близько 1200 метрів). Водночас він відрізняється від усіх інших мурів, оскільки частина його при хвилястій формі має також контрфорси.
У Лімінгтоні (Гемпшир) є принаймні два зразки хвилястого муру. Вважається, що старіший із них спорудили німецькі солдати з Ганновера в часи наполеонівських війн (1803—1815).
А хвилясті мури в університеті Вірджинії (Шарлотсвілл, США) запроєктував у 1819 році колишній президент Томас Джефферсон. На території університету збереглися більше 20 мурів заввишки від 1,8 до 2,1 м, які обрамляють десять алей, що ведуть до центральних павільйонів університету. Загалом, у США небагато прикладів таких мурів. Окрім університету Вірджинії відомо ще три локації сучасних споруд: Випробувальний центр компанії Форд (Детройт), з найдовшим хвилястим муром у США — 1,8 км довжини, 2,1 м висоти і товщиною лише 10 см.

Хвиляста стіна загальною завдовжки понад 380 м оточує стадіон середньої школи в Старк (округ, Огайо). Ще один хвилястий мур завдовжки 180 м розділяє Lincoln St і автомагістраль I-90 у Бостоні.

Взірці хвилястих мурів
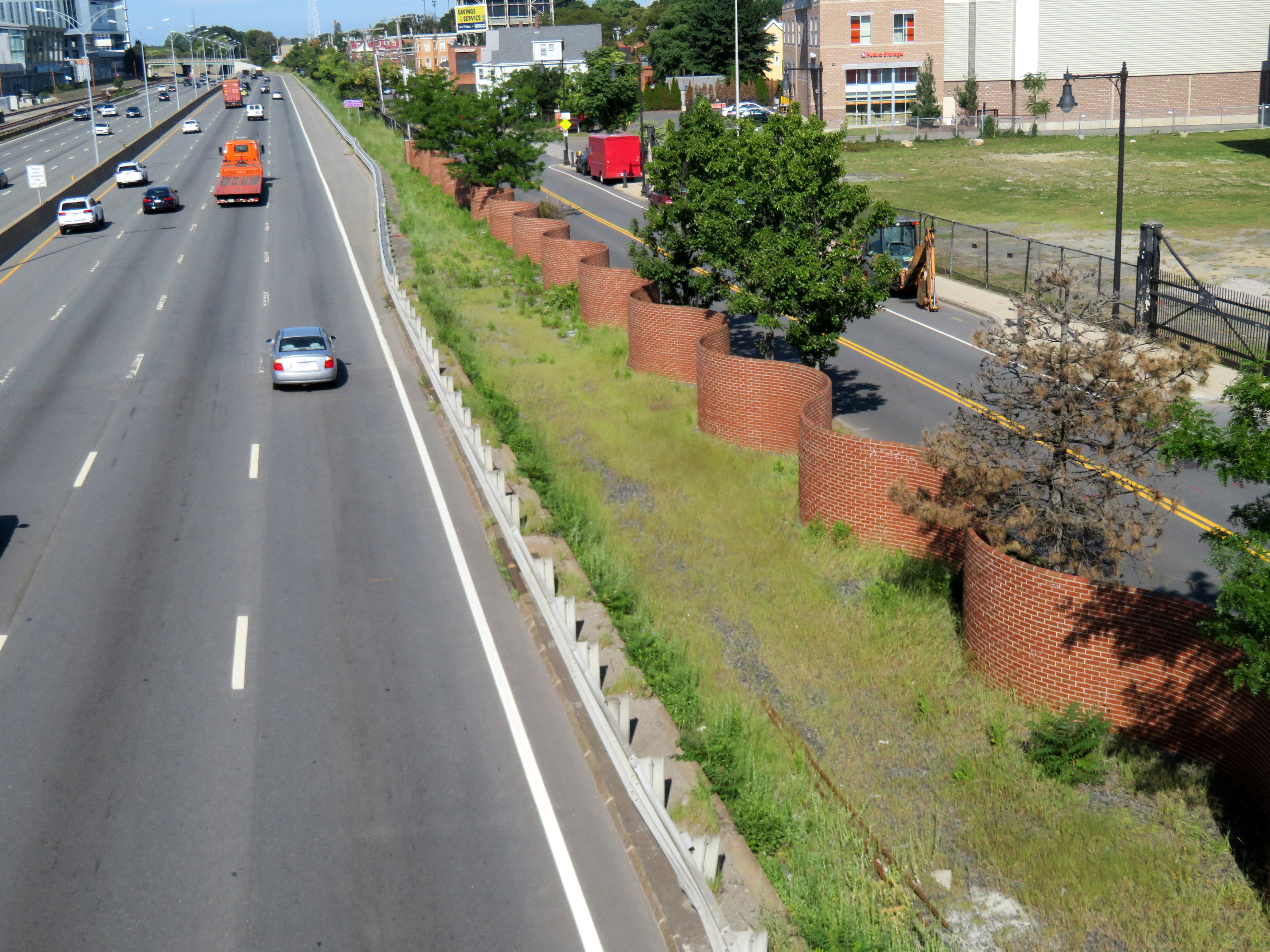
Сучасний хвилястий мур у Бостоні (США)
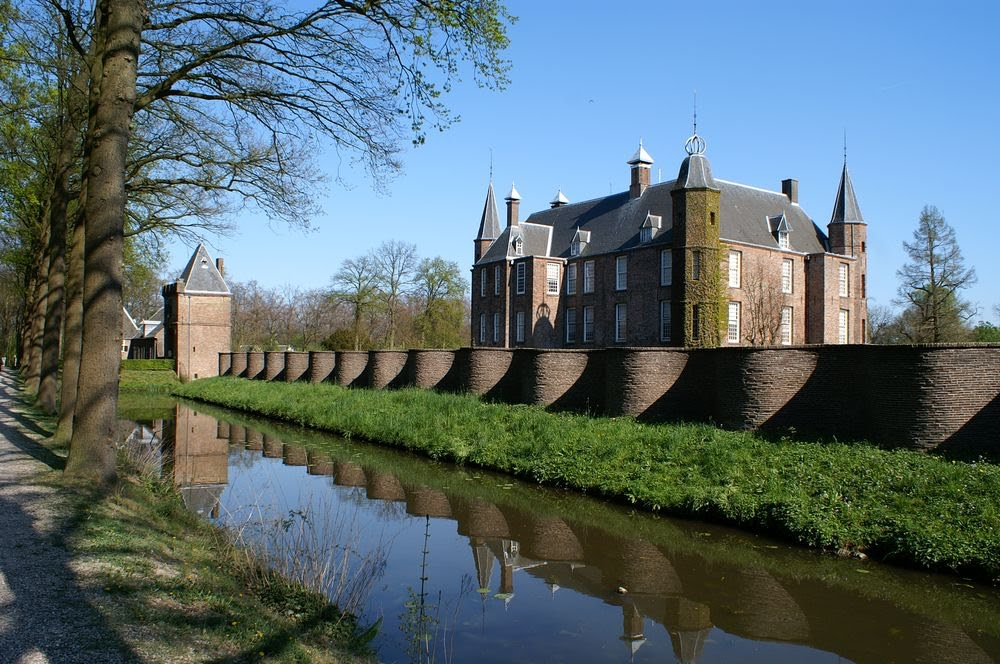
Замок Zuylen поблизу Утрехт (Нідерланди)
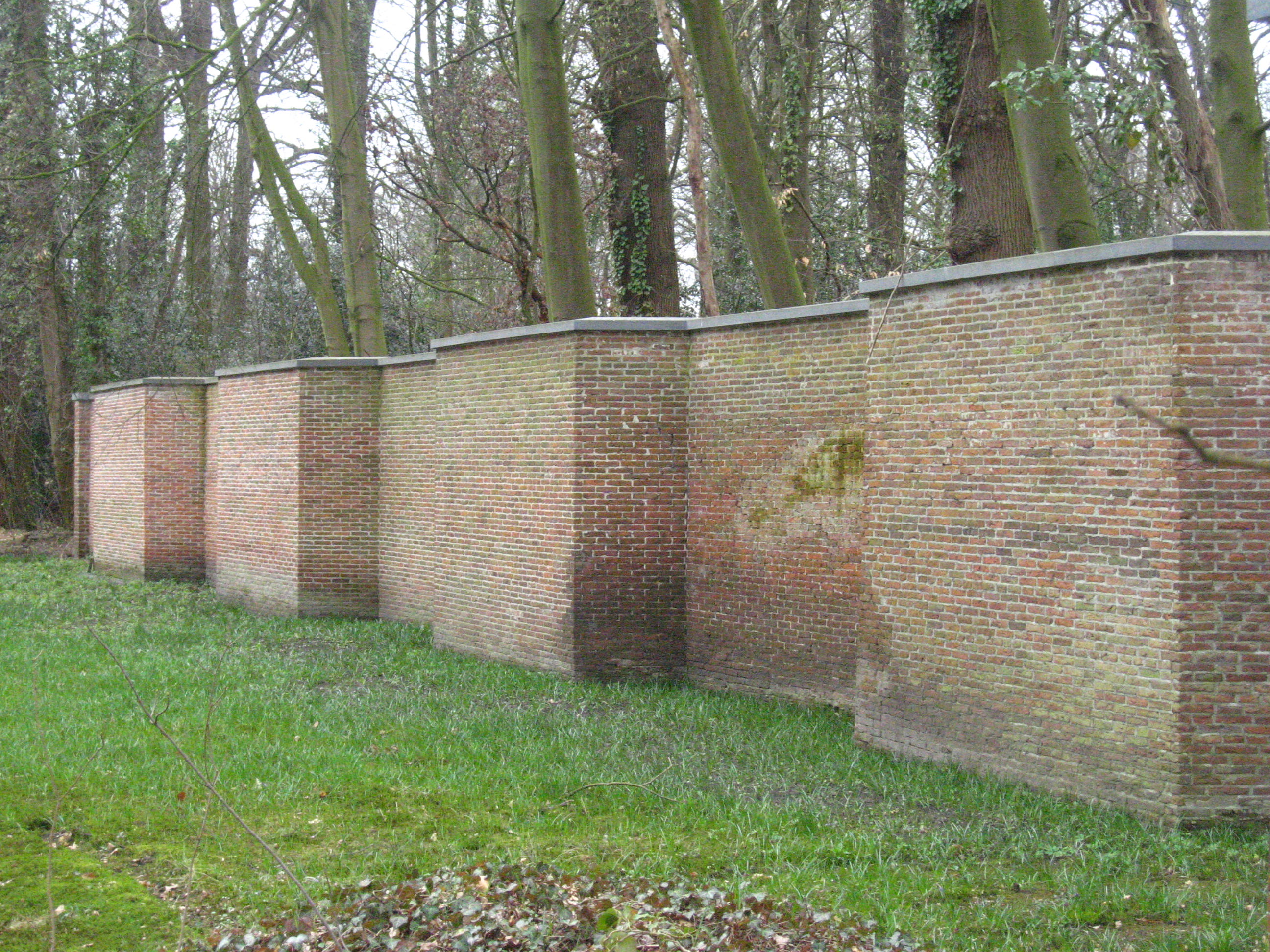
Прямокутна зигзагоподібна стіна навколо палацу Buitenplaats Berbice (Лейден, Нідерланди)
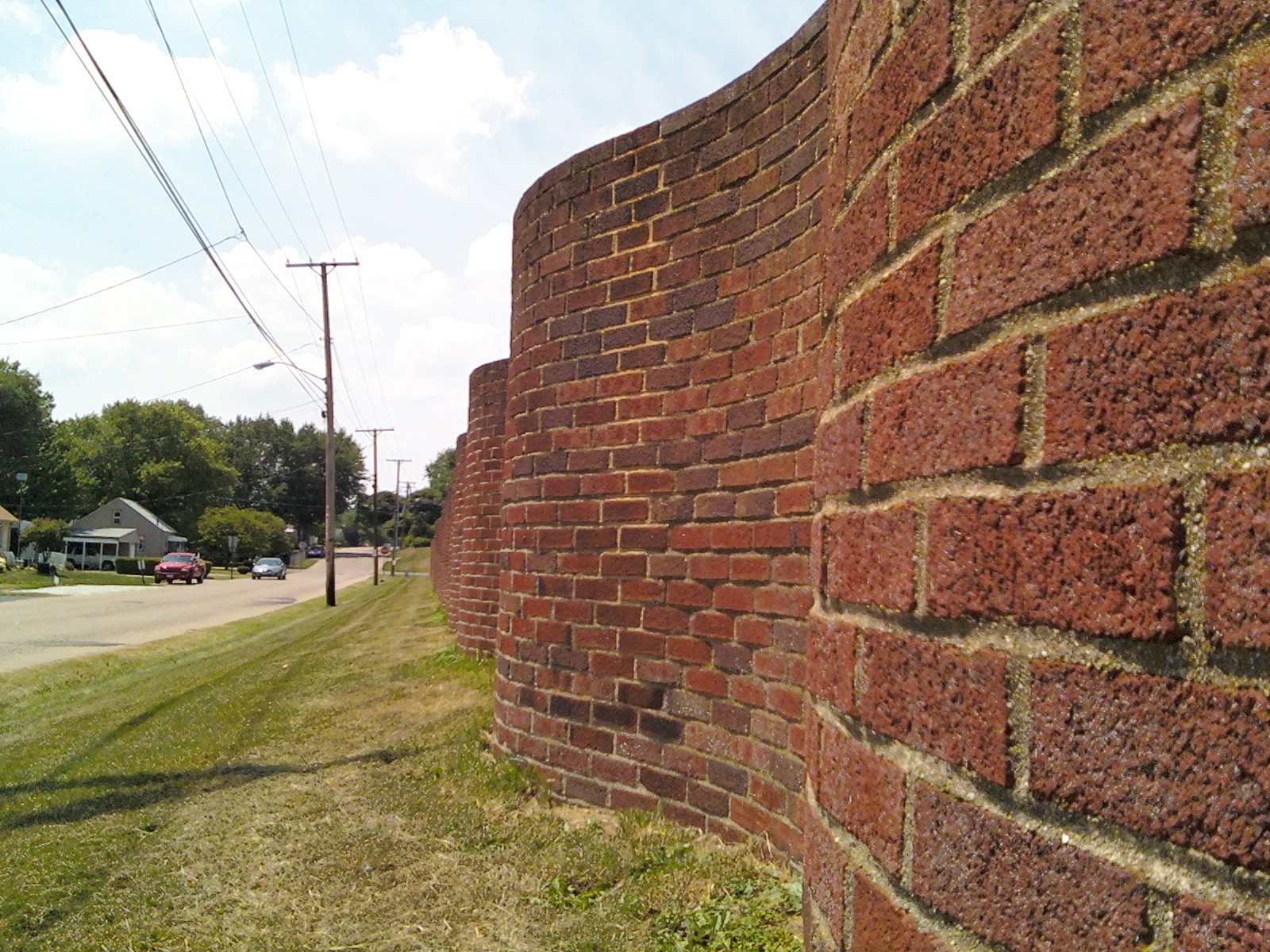
Стадіон середньої школи в Огайо
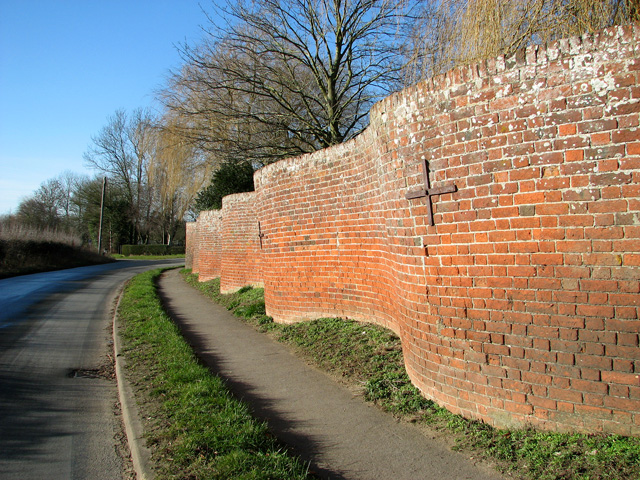
Хвилястий мур в Істоні (Саффолк)
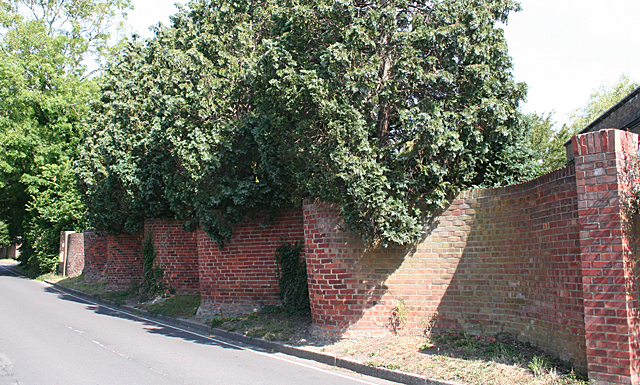
Передмістя Лімінгтон
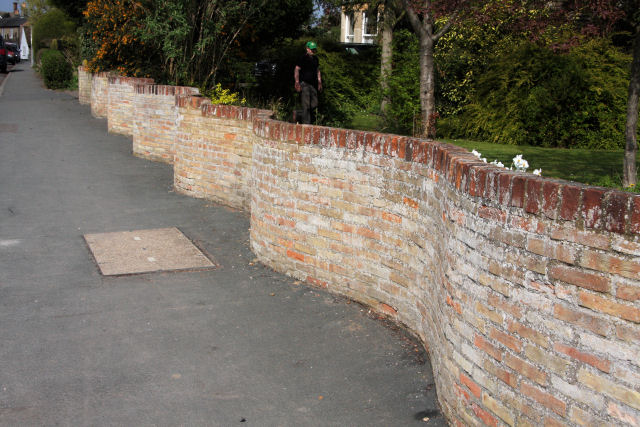
Приватна огорожа (Фулборн, поблизу Кембриджа)

## Геометричні параметри
Окрім естетичної цінності, перевагою таких мурів вважають меншу кількість цегли, що потрібна на його спорудження.
Коли роблять прямий мур, то цеглу (чи кам'яні блоки) кладуть у два, або й більше рядів. Якщо ж кладка в один ряд, то потрібно через кожні 3—4 метри споруджувати контрфорси (ребра жорсткості), щоб надати муру більшої стійкості та міцності. А криві мури зазвичай споруджують у ширину однієї цегли без контрфорсів.
Довжина хвилястого (синусоїдального) муру розраховується інтегралом
{\displaystyle \int _{0}^{2\pi }{\sqrt {1+a^{2}cos^{2}(x)}}\,dx},
де {\displaystyle a} — амплітуда хвилі. Інтеграл не виражається через елементарні функції і його значення може бути знайдене лише чисельними методами. При {\displaystyle a=0} отримуємо прямий мур завдовжки 6,28 одиниць. При амплітуді в 1 одиницю довжина хвилястої стінки становитиме 7,64 одиниць (при кроці чисельного інтегрування рівному {\displaystyle \pi /100}), тобто на 22 % довша. Економія матеріалу очевидна, якщо хвилясту стінку викласти наполовину меншої товщини При амплітуді 1,4422 одиниці довжина хвилястого муру удвічі більша, ніж прямої стінки

.
Проте економія матеріалу з лишком перебивається складністю спорудження муру. Геометрію прямої кладки контролюють причальним шнурком і муляр навіть низької кваліфікації може зводити кладку вздовж цієї нитки.
Натомість будівництво хвилястого муру потребує досвідчених майстрів, оскільки перший ряд кладки вимагає акуратності, точності і використання шаблонів кривизни. І практично кожна цегла наступних рядів потребує вивірення вертикальності за допомогою рівня.
Один з мулярів-аматорів, що пробував споруджувати хвилясті мури, висловлювався так:
|  | Як муляр, я будував кілька таких мурів останнім часом, і це справжній головний біль. Кожен елемент потрібно постійно вирівнювати по вертикалі і, звісно, ти не можеш натягнути шнурок між будь-якими фіксованими точками. А на схилах ще гірше... Оригінальний текст (англ.) As a bricky I have built a few over the years and they are an absolute pain to build. Everything has to be uprighted constantly and you obviously can’t pull a line between any fixed points once you’ve set it out. Even worse on a sloping site…. |